# Elezioni parlamentari in Groenlandia del 2025
Le elezioni parlamentari in Groenlandia del 2025 si sono tenute l'11 marzo per il rinnovo dell'Inatsisartut, il parlamento autonomo della nazione costitutiva all'interno del Regno di Danimarca.
Esse sono state indette in anticipo di poco meno di un mese dalla scadenza naturale della legislatura, prevista per l’aprile dello stesso anno, su proposta del Primo ministro in carica, Múte Bourup Egede, al fine di riottenere un supporto popolare per l'attuazione delle sue politiche, all'interno del più contesto di rinnovate attenzioni sia interne che internazionali sull'isola.
Le elezioni hanno visto l'inaspettata vittoria dei Democratici (D) di centro-destra, precedentemente all'opposizione, che hanno ottenuto 10 seggi su 31 all'assemblea, superando le forze favorite di centro-sinistra precedentemente al governo, Inuit Ataqatigiit (IA) e Siumut (S), che si sono contratte rispettivamente a 7 e 4 seggi, giungendo rispettivamente terze e quarte. Naleraq (N), sempre di centro-destra, é emerso secondo con 8 seggi, e le elezioni hanno visto il consolidamento dell'affine Atassut (A), mantenutosi a 2 seggi. Nonostante dal punto di vista ideologico la vittoria sia stata chiaramente assegnata alle formazioni del campo di centro-destra, poiché situazione politica groenlandese ruota principalmente alla questione dell'indipendentismo-autonomismo dal Regno di Danimarca ed alle modalità con cui perseguirla, il quadro politico generale è comunque risultato frammentato per via della diversità di vedute anche all'interno di fazioni ideologicamente affini e la contemporanea emergenza di due grandi blocchi ideologici in contrasto tra loro, rendendo così difficoltosa la formazione di una nuova coalizione politica.

## Sistema elettorale
Per le elezioni parlamentari, la legge elettorale groenlandese prevede l’applicazione di un sistema proporzionale puro all'interno di un collegio unico nazionale, con la successiva traduzione delle preferenze in seggi secondo il metodo d'Hondt.

## Risultati
| Democratici (D)        | 8 563  | 30,26 | 10 |  |  |  |
| Naleraq (N)            | 7 009  | 24,77 | 8  |  |  |  |
| Inuit Ataqatigiit (IA) | 6 119  | 21,62 | 7  |  |  |  |
| Siumut (S)             | 4 210  | 14,88 | 4  |  |  |  |
| Atassut (A)            | 2 092  | 7,39  | 2  |  |  |  |
| Qulleq (Q)             | 305    | 1,08  | —  |  |  |  |
| Totale                 | 28 298 | 100   | 31 |  |  |  |
|                        |        |       |    |  |  |  |
| Voti non validi        | 322    | 1,13  |    |  |  |  |
| Votanti                | 28 620 | 70,90 |    |  |  |  |
| Elettori               | 40 369 |       |    |  |  |  |

| Riepilogo dei voti (+/- elezioni 2021)  | Riepilogo dei voti (+/- elezioni 2021) | Riepilogo dei voti (+/- elezioni 2021) | Riepilogo dei voti (+/- elezioni 2021) | Riepilogo dei voti (+/- elezioni 2021) | Riepilogo dei voti (+/- elezioni 2021) | Riepilogo dei voti (+/- elezioni 2021) |
| --------------------------------------- | -------------------------------------- | -------------------------------------- | -------------------------------------- | -------------------------------------- | -------------------------------------- | -------------------------------------- |
| Democratici                             | Democratici                            | Democratici                            |                                        |                                        | 30,26%                                 | ▲ 21,01                                |
| Naleraq                                 | Naleraq                                | Naleraq                                |                                        |                                        | 24,77%                                 | ▲ 12,51                                |
| Inuit Ataqatigiit                       | Inuit Ataqatigiit                      | Inuit Ataqatigiit                      |                                        |                                        | 21,62%                                 | ▼ 15,82                                |
| Siumut                                  | Siumut                                 | Siumut                                 |                                        |                                        | 14,88%                                 | ▼ 15,22                                |
| Atassut                                 | Atassut                                | Atassut                                |                                        |                                        | 7,39%                                  | ▲ 0,31                                 |
| Qulleq                                  | Qulleq                                 | Qulleq                                 |                                        |                                        | 1,08%                                  | Nuovo                                  |
| Riepilogo dei seggi (+/- elezioni 2021) |                                        |                                        |                                        |                                        |                                        |                                        |
|                                         |                                        |                                        |                                        |                                        |                                        |                                        |
| IA                                      | 7                                      | ▼ 5                                    |                                        | S                                      | 4                                      | ▼ 6                                    |
| N                                       | 8                                      | ▲ 4                                    |                                        | D                                      | 10                                     | ▲ 7                                    |
| A                                       | 2                                      | ━                                      |                                        |                                        |                                        |                                        |

### Risultati per comune
| Comuni     | Partito e percentuale di voti | Partito e percentuale di voti | Partito e percentuale di voti | Partito e percentuale di voti | Partito e percentuale di voti | Partito e percentuale di voti |      |
| Comuni     | A                             | D                             | IA                            | N                             | Q                             | S                             |      |
| ---------- | ----------------------------- | ----------------------------- | ----------------------------- | ----------------------------- | ----------------------------- | ----------------------------- | ---- |
| Comuni     | Avannaata                     | 8,6                           | 29                            | 11,5                          | 33.7                          | 0,5                           | 16,3 |
| Kujalleq   | 7,8                           | 27,9                          | 27                            | 15,2                          | 1,6                           | 18,8                          |      |
| Qeqertalik | 7,9                           | 25,4                          | 19,4                          | 31,5                          | 1,2                           | 13,6                          |      |
| Sermersooq | 6,1                           | 33,5                          | 26,9                          | 18,5                          | 0,6                           | 13                            |      |
| Qeqqata    | 8,2                           | 26,4                          | 16,8                          | 30,1                          | 2,3                           | 15,2                          |      |